# Lunarca ovalis
Lunarca ovalis (nomeada, em inglêsː blood ark; na tradução para o portuguêsː "arca de sangue", devido ao fato deste conter hemoglobina; durante o século XX cientificamente denominada Anadara ovalis) é uma espécie de molusco Bivalvia marinho litorâneo da família Arcidae, classificada por Jean Guillaume Bruguière em 1789; descrita como Arca ovalis. Habita fundos de costas arenosas e de corais do oeste do oceano Atlântico, incluindo estuários, entre a zona entremarés das praias até os 35 metros de profundidade. É espécie comestível e pode ser encontrada nos sambaquis brasileiros.

## Descrição da concha
Lunarca ovalis possui concha levemente trapezoidal e de bordas ovais, com quase 4 centímetros de comprimento e pouco mais de 3 centímetros de altura, quando bem desenvolvida. Suas valvas são desiguais, sendo uma valva um pouco maior que a outra, com umbos voltados para a frente, levemente curvos e pouco separados entre si; possuindo de 30 a 35 suaves costelas radiais bem visíveis e dotadas de relevo em grade, com um perióstraco castanho e denso, dotado de pelos, encobrindo sua superfície de coloração branca. Interior das valvas branco.

## Distribuição geográfica
Esta espécie está distribuída de Cabo Cod, Massachusetts, até a Carolina do Norte, Flórida e Texas, região do golfo do México, nos Estados Unidos, passando pelo mar do Caribe, Antilhas, leste da Colômbia e Venezuela até a região sul do Brasil e Uruguai. O World Register of Marine Species aponta esta espécie como invasora no Pacífico norte-americano. Nos Estados Unidos, Lunarca ovalis foi, do final da década de 1990 ao início do século XXI, alvo de pescarias em pequena escala na Carolina do Norte e Virgínia, comercializada como alimento para as cidades de Chicago, Nova Iorque, Los Angeles e Washington DC.